# Emotionstheorien
Emotionstheorien sind Ansätze zur Erklärung, was Emotionen sind, wodurch sie verursacht werden und wie sie sich auf das Verhalten von Lebewesen auswirken. 

## Kategorisierung der Emotionen
Es gibt verschiedene Arten, Emotionen zu kategorisieren:
- Klassifikation anhand des Inhaltes der Emotionen. Emotionen haben 1.) eine Ausrichtung, die sich in Kategorien beschreiben lässt, sogenannte Basis-Emotionen (Verachtung, Ekel, Ärger, Angst, Traurigkeit, Scham, Schuld, Freude, Überraschung, Interesse etc.). Prominente Vertreter dieser Vorstellung sind Darwin 1872 und Paul Ekman & Friesen 1970. Zudem haben sie 2.) eine Ausprägung, die sich dimensional beschreiben lässt (z. B. leichter Ärger bis hin zu rasender Wut). Prominente Vertreter sind Wilhelm Wundt (19. Jahrhundert); Russell (1980er Jahre); aktuell z. B. Green & Salovey.[1]
- Klassifikation anhand der Annahmen über die Natur von Emotionen. Verhaltenstheorien bzw. behavioristische Theorien definieren Emotionen als beobachtbare Verhaltensweisen, die durch bestimmte Vorkommnisse (Reize) ausgelöst werden. Mentalistische Emotionstheorien sehen Emotionen als psychische Zustände und Syndromtheorien verstehen Emotionen als Syndrome aus Verhalten und psychischen Zuständen.
- Klassifikation anhand der zentralen Fragestellungen der Theorien. Evolutionspsychologische Emotionstheorien befassen sich mit der evolutionären Entwicklung und Bedeutung von Emotionen, im Gegensatz zu Lernpsychologischen Emotionstheorien, die sich damit beschäftigen, inwieweit und auf welche Weise Emotionen erlernt werden. Kognitive Emotionstheorien hingegen stellen dar, wie Emotionen von der Interpretation eines Ereignisses verursacht werden, während  Neuro- und psychophysiologische Theorien erklären, was im Körper und besonders im Gehirn passiert, wenn ein Lebewesen Emotionen zeigt.

## Dimensionale Klassifikation von Emotionen
Es wird angenommen, dass die Emotion das Resultat einer mehr oder minder starken Ausprägung auf mehreren bestimmten Dimensionen ist. Es besteht jedoch Uneinigkeit darüber, welche Dimensionen dies sind.
Wilhelm Wundt nahm etwa die folgenden drei Dimensionen an:
- Spannung – Lösung
- Lust – Unlust
- Erregung – Beruhigung

In der Psychophysiologie wird weitgehend davon ausgegangen, dass Emotion sich im Kern aus zwei orthogonalen Dimensionen zusammensetzt
- Arousal: ruhig – erregt
- Valenz: positiv/angenehm – negativ/unangenehm

Im Selbstbericht hingegen finden sich Hinweise darauf, dass sich zwei überlappende Dimensionen erfassen lassen:
- Intensität von Angenehmheit: keine – hoch
- Intensität von Unangenehmheit: keine – hoch

## Kategoriale Klassifikation von Emotionen
Verfechter dieser Theorie gehen davon aus, dass sich die Emotionen aus bestehenden Basisemotionen zusammensetzen. Das sind Emotionen, die nicht weiter auf andere Emotionen zurückgeführt werden können, bzw. Emotionen, aus denen sich alle anderen – komplexeren – Emotionen zusammensetzen.
Lothar Schmidt-Atzert führte dazu eine Untersuchung durch, bei der Versuchspersonen Listen mit Begriffen von emotionaler Bedeutung dargeboten wurden. Die Aufgabe bestand darin, die subjektiv wahrgenommene Ähnlichkeit der einzelnen Begriffe einzuschätzen. Dann wurden diese Begriffe je nach eingeschätzter Ähnlichkeit zu Gruppen subsumiert und als Basisemotionen deklariert.
Robert Plutchik extrahierte schließlich acht Basisemotionen, die jeweils noch in ihrer Intensität verschieden stark ausgeprägt sein konnten und ringförmig angeordnet wurden. In dem Ring wurden die Emotionen so angeordnet, dass ähnliche Emotionen dabei möglichst nah beieinander lagen und unähnliche Emotionen weit voneinander entfernt waren. Emotionen, die sich aus zwei in diesem Ring direkt benachbarten Emotionen zusammensetzten, bezeichnete Plutchik als primäre Dyaden (auch Primäremotionen genannt), solche, die aus einer Zusammensetzung von Emotionen entstanden, bei denen eine Emotion dazwischen lag, als sekundäre Dyaden und solche, bei denen zwei Emotionen dazwischen lagen, als tertiäre Dyaden – die beiden letzteren Typen werden auch als Sekundäremotionen bezeichnet. Hierbei waren die tertiären Dyaden komplexere Emotionen als die sekundären Dyaden, welche wiederum komplexer als primäre Dyaden waren, welche wiederum komplexer als die Basisemotionen waren. Emotionen, die sich aus Emotionen aus gegenüberliegenden Bereichen zusammensetzten, waren schließlich so verschieden, dass sich ihre Wirkung wieder aufhob.
Diese acht Basisemotionen sind:
- Furcht / Panik
- Zorn / Wut
- Freude / Ekstase
- Traurigkeit / Kummer
- Akzeptanz / Vertrauen
- Ekel / Abscheu
- Überraschung / Erstaunen
- Neugierde / Erwartung

Sie hätten sich (nach Plutchik) aus evolutionären Kontexten entwickelt. Insbesondere sei mit jeder Emotion auch ein Handlungsimpuls verkettet – bei Furcht etwa eine Fluchttendenz.
Paul Ekman, der ein Facial Action Coding System zur Emotionserkennung anhand von Gesichtsausdrücken entwickelte, hat sieben Basisemotionen empirisch nachgewiesen: Freude, Wut, Ekel, Furcht, Verachtung, Traurigkeit und Überraschung. Zum Grundgefühl zählen weiterhin Liebe, Hass und Vertrauen.
Nach Carroll E. Izard existieren zehn Formen von Emotionen, die in jeder Kultur vorkommen: Interesse, Leid, Widerwillen (Aversion), Freude, Zorn, Überraschung, Schamgefühl, Furcht, Verachtung und Schuldgefühl.
Ältere Theorien teilen Emotionen in vier Hauptgruppen ein: Angst und Verzweiflung, Ärger und Wut, Freude, Trauer. Weitere Formen sind Enttäuschung, Mitleid, Sympathie, Neid, Stolz und Verliebtheit.
Die Theorie der Basisemotionen stieß häufig auf Kritik, da von unterschiedlichen Forschern nicht immer die gleichen Basisemotionen – insbesondere noch nicht einmal die gleiche Anzahl von Basisemotionen – gefunden werden konnte. So nahm man an, dass eine solche empirische Breite in den Ergebnissen nicht auf ein fundamentales Konstrukt wie das der Basisemotionen zurückgeführt werden kann. Ein weiterer Kritikpunkt ist, dass die Benennung der Basisemotionen vielleicht durchaus verschieden sein kann, jedoch das, was die einzelnen Forscher konkret darunter verstanden, wohl dasselbe sein konnte.
Dennoch ändert dies nichts an der Tatsache, dass diese Basisemotionen tatsächlich bestehen können – wenngleich stichhaltige empirische Belege dafür bisher fehlen. Vgl. 10 basale Affektdimension, Artikel Affekt
Ortony, Clore und Collins entwickelten 1988 eine Struktur der Emotionen, welche sie unter dem Titel der valenzierten Emotionen (bewertete Emotionen) in ihrem Werk „The Cognitive Structure of Emotions“ veröffentlichten. Sie benannten drei Kategorien, die dann wieder jeweils unterteilt wurden. Die erste Kategorie dieser Struktur sind die Konsequenzen eines Ereignisses, darüber kann das Individuum sich freuen oder nicht freuen. Hierbei ist es wichtig, ob es sich um Konsequenzen für das Individuum selbst handelt, hier würde es Hoffnung/Angst oder Freude/Leid empfinden, oder ob es sich um Konsequenzen für eine andere Person handelt, hier würde es die Konsequenzen als wünschenswert oder nicht wünschenswert bezeichnen.
Die zweite Kategorie betrifft die Handlungen eines Agenten, die das Individuum entweder ablehnt oder befürwortet. Dreht es sich dabei um eine eigene Handlung des Individuums, so empfindet es Stolz oder Scham. Bewertet es die Handlung einer anderen Person, so empfindet es Bewunderung oder Tadel.
Die dritte Kategorie beinhaltet die Bewertung eines Objektes; dieses empfindet das Individuum als attraktiv oder nicht. Ortony, Clore und Collins postulierten, dass die Intensität einer emotionalen Empfindung durch diese drei Intensitätsvariablen, freuen/nicht freuen, ablehnen/befürworten und mögen/nicht mögen, gesteuert wird.
Durch diese Strukturierung wird deutlich, dass es laut Ortony et al. drei Hauptgruppen von Gefühlen gibt. Die ereignisfundierten Gefühle, welche durch die Erwartbarkeit des Ereignisses beeinflusst werden, die akteursfundierten Gefühle und die objektfundierten Gefühle. Diese drei Hauptgruppen können untereinander verknüpft sein und somit, laut Ortony u. a., eines der 22 Hauptgefühle hervorrufen, von denen sich die anderen emotionalen Zustände ableiten lassen.

## Zwei-Komponenten-Theorie (Schachter & Singer)
Stanley Schachter und Jerome E. Singer entwickelten 1964 die Zwei-Faktoren-Theorie der Emotion. Nach dieser Theorie ist emotionales Erleben das Resultat eines Wahrnehmungsprozesses. Ausgehend von der Wahrnehmung einer physiologischen Erregung wird eine angemessene Erklärung dafür gesucht (Kausalattribution), wobei situationsbedingte Informationen berücksichtigt werden, d. h. die gleiche physiologische Erregung kann in unterschiedlichen Situationen zum Erleben unterschiedlicher Emotionen führen.

### Subsystem-Theorie (Scherer)
Klaus R. Scherer entwickelte die Theorie der Subsysteme. Dies soll bedeuten, dass an emotionalen Prozessen fünf Subsysteme beteiligt sind, die jeweils funktional definiert sind.
1. Es existiert ein informationsverarbeitendes Subsystem, welches den Reiz durch Wahrnehmung, Gedächtnis und/oder Vorhersage evaluiert.
2. Das unterstützende Subsystem reguliert den internen Zustand durch Kontrolle von neuroendokrinen, somatischen und autonomen Zuständen.
3. Die Auswahl zwischen zwei konkurrierenden Motiven und die Vorbereitung dieser Motive trifft ein leitendes Subsystem.
4. Motorische Ausdrücke und ein sichtbares Verhalten werden durch das handelnde Subsystem ermöglicht.
5. Das informationsverarbeitende Subsystem basiert hingegen auf den Einschätzungen, die getroffen werden.

Ebenso schrieb Scherer in seiner gemeinsamen Arbeit mit Leventhal der Informationsverarbeitung drei Ebenen zu.
1. die schematische Ebene
2. die sensomotorische Ebene
3. die begriffliche Ebene.

Welche Ebene letztendlich genutzt wird, hängt von dem Repräsentationsmedium ab.

## Kognitive Bewertungstheorien
Die psychologische Forschung legt nahe, dass das menschliche Verhalten aus automatisierten, schnellen und emotionalen Einschätzungen hervorgerufen wird.
Kognitive Bewertungstheorien (auch Einschätzungstheorie, engl. appraisal theory) erklären Emotionen als Resultat der Interpretation und der Erklärung der Begebenheit, falls keine physiologische Erregung beteiligt ist. Vertreter der kognitiven Bewertungstheorien sind Magda Arnold (1960); Richard Lazarus (1966); Andrew Ortony, Clore und Collins (1988). Die emotionale Reaktion auf ein Ereignis hängt vor allem davon ab, ob wir von ihm eine positive oder negative Wirkung erwarten und, wie bei Schachter, welche Ursache wir dem Ereignis zuschreiben.
In den letzten 15 Jahren konzentrierte sich die Emotionsforschung mehr und mehr auf die kognitive Ebene der Emotionsentstehung und man wandte sich von der physiologischen Ebene ab.
Man entwickelte die Idee der Bewertungstheorien (eine Übersetzung des englischen Fachbegriffs „appraisal theory“, welche auf Magda Arnold zurückgeht) und versuchte damit die Entstehung von Emotionen zu erklären.
Man nimmt an, dass Emotionen in ihrer Stärke, Qualität, Art und Weise von der Interpretation einer spezifischen Interpretation des einzelnen Individuums abhängen und gebildet werden. In der formalen psychologischen und philosophischen Sprache wird eine Emotion als „eine Wünschbarkeit (D) eines Ereignisses (e) für eine Person (p) zu einem bestimmten Zeitpunkt (t) → D(e,p,t)“ benannt. Je nachdem wie das Ergebnis dieser Gleichung ausfällt, wird die Intensität der Emotion eingestuft. Man kam zu dem Entschluss, dass unterschiedliche Emotionen durch unterschiedliche Einschätzungen entstehen und dass verschiedene Einschätzungskomponenten, welche aus qualitativen und quantitativen Einschätzungsdimensionen bestehen, das Einschätzungsmuster ergeben.
Es wurden zu den Bestandteilen der Bewertungen Postulate festgelegt, welche besagen, dass es Strukturannahmen (Annahmen zu der Anzahl/Identitäten der einschätzungsrelevanten Einschätzungsdimensionen), Prozessannahmen (Annahmen zur Beschaffenheit der Einschätzungsprozesse) und Annahmen zur Relation von Emotion und Kognition, gibt.
Die Struktur der Bewertungstheorien hängt immer davon ab, ob eine Situation (ist sie erwünscht oder unerwünscht?), ein Objekt (erscheint es attraktiv oder nicht?) oder die Konsequenzen (sind sie erfreulich oder nicht? Für wen ergeben sich die Konsequenzen?) eines Ereignisses bewertet werden. Auch gibt es unterschiedliche Arten von Einschätzungen (Valenz, Wahrscheinlichkeit, Ursachlichkeit oder Fairness).
Die Frage nach der Entstehung der Einschätzungen, dem Prozess der Entstehung wurde immer wieder gestellt. Es ist geklärt, dass es sich bei den Einschätzungen um kognitive Prozesse handelt, die mit der Verarbeitung von Prozessen zusammenhängen. Doch dazu gehören drei Teilaufgaben, die für den Einschätzungsprozess nötig sind:
1) die Erfassung des Repräsentationsmediums, in dem das Objekt, das eingeschätzt wird, vorhanden ist
2) die Verarbeitung des Symbols/Objekts
3) die Beziehung zwischen den unterschiedlichen Einschätzungsprozessen; sprich, die Klärung der Frage, inwieweit die Einschätzungsprozesse in den kognitiven Prozess mit eingebunden sind
Stets ist noch die Frage zu klären, ob die Prozesse sequentiell oder parallel ablaufen. Diese Frage ist allerdings in der Forschung bis heute nicht geklärt.

### Kognitive Bewertungstheorien laut Scherer
Bewertungstheorien der Emotion gehen davon aus, dass Emotionen von spezifischen Situationsbewertungen hervorgerufen werden. Entscheidend dabei ist, dass unser Denken und Fühlen eng miteinander verbunden sind und unsere individuellen kognitiven Einschätzungen einer Situation unsere Emotionen beeinflussen. Bewertungstheorien der Emotion helfen somit, zu verstehen, warum Menschen mit unterschiedlichen Emotionen auf ähnliche Situationen reagieren.
Ein Beispiel dafür sind Emotionen vor wichtigen Prüfungen. Manche Personen bewerten eine anstehende Prüfung als bedrohliches Ereignis, über das sie keine Kontrolle haben und bei dem sie voraussichtlich scheitern werden. Prüfungsangst ist die Folge. Andere Personen bewerten eine solche Prüfung als Herausforderung, in der sie sich beweisen können. Diese Personen werden wahrscheinlich eher eine positive Anspannung erleben. Bewertungstheorien können somit zwischen Personen in ihren emotionalen Reaktionen auf eine identische Situation – auch über Kulturen hinweg – erklären.
Klaus R. Scherer fokussierte sich in seiner Forschung speziell auf die Entstehung der unterschiedlichen Emotionen. Er wollte erforschen wie und warum die Muster entstehen. Dazu entwickelte er den SEC (Stimulus Evaluation Check), bei dem geklärt werden sollte
1) inwieweit theoretische Vorhersagen/Thesen sich empirisch beweisen lassen, 2) die Menge der Bewertungstheorien sollte reduziert und ihre Aussagen verbessert werden, 3) es sollten verschiedene Kulturkreise auf Übereinstimmungen und Unterschiede hin untersucht werden.
Nach Scherer kann jede Emotion auf Grundlage der so genannten „Stimulus Evaluation Checks“, also der Bewertungsdimensionen bestimmt werden. Er entschied sich zur Untersuchung von sieben Gefühlen, von denen sich, laut Scherer, alle anderen Emotionen ableiten ließen. Diese waren Freude, Ekel, Angst, Ärger, Trauer, Scham und Schuld. Mittels Fragebögen, welche er in 37 Ländern (1984–1992) an den Universitäten an die Studenten ausgeben ließ, wollte er die Emotionsentstehung rekonstruieren. Die Probanden wurden aufgefordert sich in eine Situation zurückzuversetzen, in der sie eine der bestimmten sieben Emotionen empfanden und sollten dann dazu diese Fragen beantworten:
- eine subjektive Gefühlsbeschreibung,
- körperliche Auswirkungen oder sonstige äußere Anzeichen,
- einschätzen, ob die Situation zu erwarten war,
- einschätzen, ob sie wünschenswert war,
- schätzen, ob die Emotion gerechtfertigt war,
- benennen, was der Auslöser der Emotion war,
- benennen, ob man die Situation unter Kontrolle hatte,
- einschätzen, ob die Emotion moralisch vertretbar war,
- erklären wie die Person sich selbst in dieser Situation wahrgenommen hat.

Weiter erfasste Scherer das Alter, das Geschlecht, das Studienfach, die Religion und die Sprache der Probanden sowie zusätzlich das Herkunftsland, die Ausbildung und den Beruf der Eltern. Für diese Variablen fand er jedoch keine signifikanten Effekte.
Die Ergebnisse dieser Untersuchung belegten, dass Menschen unterschiedlich auf Ereignisse reagieren, je nachdem, ob es sich dabei um ein Objekt, eine Handlung eines Agenten oder um Konsequenzen eines Ereignisses handelt. Klaus Scherer konnte in dieser länderübergreifenden Studie beispielsweise zeigen, dass ein hohes Maß an Vorhersagbarkeit einer Situation eher zu Freude führt, während Angst in unerwarteten Situationen entsteht. Er untersuchte auch den Effekt verschiedener Emotionen auf das Selbstwertgefühl und zeigte, dass Scham und Schuld sowie Traurigkeit einen negativen Effekt auf das Selbstwertgefühl haben, während Freude das Selbstwertgefühl steigert. Generell konnte gezeigt werden, dass Emotionen zwar universelle psychologische Phänomene sind, aber auch kulturelle Eigenheiten aufweisen. Die Existenz von Bewertungsprozessen kann jedoch als universell betrachtet werden. Im Vergleich der verschiedenen Länder konnte Scherer deutlich machen, dass emotionsspezifische Bewertungsprofile über geopolitische Kulturen hinweg hoch korrelieren, es jedoch auch konsistente Unterschiede gibt. Abschließend machte Scherer deutlich, dass die Ausdifferenzierung von Emotionen ein schneller, automatischer und weitgehend unbewusster Prozess ist. Durch diese Untersuchung wurde die Idee einer starken kognitiven Komponente der Emotion unterstützt.
Scherers Studie ist aber auch mit einigen Schwierigkeiten behaftet. Beispielsweise waren die theoretisch postulierten Bewertungsdimensionen nicht immer ganz eindeutig umgesetzt, es gab teilweise Mängel bei den Übersetzungen der Fragebögen und die Teilnehmer waren überwiegend Studenten großer Stadt-Universitäten, so dass die Stichprobe sehr homogen und nicht repräsentativ war.

### Kognitive Emotionstheorie von Arnold
Emotionen entstehen aufgrund zweier Kognitionen: der faktischen Kognition (Überzeugung, dass ein Sachverhalt vorliegt oder vorliegen wird) und der evaluativen Kognition (Bewertung eines Sachverhalts in positiv/negativ). Der Glaube, dass ein Sachverhalt vorliegt oder bevorsteht, veranlasst das Individuum, den Sachverhalt anhand seiner Wünsche zu bewerten. Somit werden Sachverhalte positiv bewertet, wenn sie den Wünschen entsprechen oder förderlich sind, wohingegen Sachverhalte negativ bewertet werden, wenn sie entgegen den Wünschen stehen. Die Emotion selbst besteht im Erleben eines an das Emotionsobjekt annähernden oder meidenden Handlungsimpulses, welcher durch die Einschätzung verursacht wird.
Arnold fand, dass emotionsrelevante Einschätzungen auf mindestens 3 Faktoren variieren:
- Bewertung:  positiv/negativ?
- Anwesenheit/Abwesenheit: ist ein Sachverhalt gegenwärtig und sicher vorhanden oder liegt er in der Zukunft und ist unsicher?
- Bewältigbarkeit:  leicht/schwer/gar nicht zu bewältigen?
  - bei zukünftigen Ereignissen: eingeschätzte Fähigkeiten einen positiven Sachverhalt herzustellen, bzw. einen negativen Sachverhalt zu vermeiden
  - bei gegenwärtigen Ereignissen: eingeschätzte Fähigkeiten einen positiven Sachverhalt beizubehalten, bzw. einen negativen Sachverhalt zu beenden oder sich anzupassen

Beispiele
- Sachverhalt ist anwesend / er ist positiv / leicht beizubehalten → Freude
- Sachverhalt ist anwesend / er ist negativ / nicht zu bewältigen. → Traurigkeit
- Zukünftiger Sachverhalt / positiv / mit Anstrengung herbeizuführen → Hoffnung
- Zukünftiger Sachverhalt / negativ / nicht sicher verhinderbar → Furcht
- Gegenwärtiger Sachverhalt / negativ / nur mit Anstrengung beseitigbar → Ärger

### Gegenentwurf von Zajonc
Eine alternative Sicht nach Robert Zajonc schlägt vor, dass entgegen der Ansicht von Richard Lazarus nicht Kognitionen, sondern Emotionen die Basis für Bewertungen von Ursachen bilden.
Das bedeutet, dass wir nicht aufgrund von Ursachenzuschreibungen bestimmte Emotionen entwickeln, sondern dass uns Emotionen dazu veranlassen, für Ereignisse gewisse Gründe anzunehmen. Dieser Effekt soll sich schon bei subliminalen Reizen zeigen, also Reizen unterhalb der bewussten Wahrnehmungsschwelle.
In einer Studie von Yang und Tong der nationalen Universität von Singapur wurden den Probanden subliminal ärgerliche beziehungsweise traurige Gesichter dargeboten. Bei den darauffolgenden Bewertungen negativer, nicht jedoch bei der Bewertung positiver Ereignisse attribuierten die Personen, die ein Priming mittels ärgerlicher Gesichter erhielten, die Ursache der Ereignisse eher auf andere Personen. Personen, die hingegen durch traurige Gesichter geprimt wurden, sahen tendenziell situative Faktoren als Ursache an. Dabei berichteten die Personen von keinen bewussten Stimmungsveränderungen. Man könnte dies als Hinweis darauf interpretieren, dass die Bewertungen von Situationen nicht immer individuell ablaufen, da es möglicherweise automatische und/oder soziale Prozesse gibt (ausgelöst durch die Emotionen anderer Personen), die aktiviert werden, wenn Personen Urteile treffen. Die Implikationen, die diese Befunde auf unseren Alltag haben, gilt es noch zu erforschen.

### Kognitive Bewertungstheorie nach Roseman
Emotionen entstehen unter anderem durch das Zusammenspiel zweier kognitiver Bewertungen
- Je nachdem, ob eine Situation als motiv-konsistent, d. h. mit den eigenen Zielen vereinbar, oder als ‘motiv-inkonsistent‘, d. h. mit den eigenen Zielen unvereinbar, wahrgenommen wird, entsteht eine positive oder negative Emotion. Diese wird weiterhin durch die Art des motivationalen Zustands beeinflusst sein:
  - Appetitive Motivation
  - Aversive Motivation
- Eine Rolle spielt ebenfalls die Wahrscheinlichkeit des Ausgangs der Situation, in der die Emotion erlebt wird:
  - Sicher
  - Unsicher

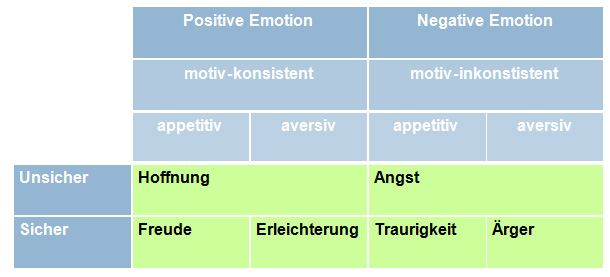
Ausschnitt aus der Kognitiven Bewertungstheorie nach Roseman

Verschiedene Kombinationen dieser Bewertungen führen zu unterschiedlichen Emotionen.
Bei einer Studie von Roseman und Evdokas, in der sowohl der motivationale Zustand als auch die Ausgangswahrscheinlichkeit der Situation manipuliert wurden, konnte nachgewiesen werden, dass Personen…
- … Freude bei appetitiven Zuständen empfinden.
- … Erleichterung verspüren, wenn ein aversiver Zustand definitiv verhindert wurde.
- … Hoffnung empfinden, wenn sie denken, dass ein appetitiver Zustand wahrscheinlich erreicht wird.

Nicht belegt werden konnte das Empfinden von Hoffnung bei der Vermeidung eines aversiven Zustandes. Auch wurde der vom Modell postulierte Unterschied in der empfundenen Freude zwischen bei der appetitiv-unsicheren und der appetitiv-sicheren Bedingung nicht beobachtet.

### Rolle der Bewertungstheorie
Zum aktuellen Zeitpunkt gibt es in der Emotionsforschung keine wirkliche Alternative zu der Bewertungstheorie, sie ist zum zentralen Erklärungsmuster in der Psychologie auf dem Gebiet der Emotionen geworden. Sie dominiert die gesamte Forschung, da sie auf mehrere Fragen eine Erklärung bietet. Sie bietet eine Erklärung für die unterschiedlichen Emotionen, stellt eine Beziehung zwischen dem Individuum und der Emotion her, sowie zwischen Emotion und Stimmung. Dies führte zur allgemeinen Akzeptanz der Bewertungstheorie unter den Emotionsforschern.
Sie bietet ein Gerüst von Erklärungen und Antworten auf Fragen, die in einem kohärenten System stehen, und auf das nun in der Zukunft in der Forschung aufgebaut werden kann.